# 小林大地 (実業家)
小林 大地（こばやし たいち、1967年 - ）は、日本の実業家、サンスター文具株式会社代表取締役会長。

## 人物・経歴
1967年、東京都新宿区生まれ。立教大学社会学部卒業。大学卒業後、IT系シンクタンクに入社。
1994年、サンスター文具株式会社に入社。1998年、同社取締役、2003年、同専務取締役、2006年、同代表取締役副社長。
2010年、同社代表取締役社長に就任。2022年、同社代表取締役会長に就任。